# 조숭재
조숭재(1990년 12월 20일~)는 대한민국의 테니스 선수이다.
2012년 대한민국 국가대표로 데이비스 컵에 출전했었다.